# لينكولن بلاكوود
لينكولن بلاكوود هي سيارة نصف نقل خلفية الدفع من إنتاج شركة لينكولن للسيارات، أنتجت في 2001م.